# 歌川安秀
歌川 安秀（うたがわ やすひで、生没年不詳）とは、江戸時代の浮世絵師。

## 来歴
歌川国安の門人。俗称は多吉、歌川の画姓を称し作画期は文政の頃とされる。文政11年（1828年）建立の豊国先生瘞筆之碑に、「国安社中」として「安秀」の名があるが、その他の経歴や作については不明。